# Cristóbal Jorquera
Cristóbal Andrés Jorquera Torres (* 4. August 1988 in Santiago de Chile) ist ein chilenischer Fußballspieler.

## Karriere

### Lateinamerika
Jorquera begann mit dem Vereinsfußball in der Jugend von CSD Colo-Colo. Hier stand er bis zum Jahr 2011 unter Vertrag und wurde während dieser Zeit dreimal an andere Vereine ausgeliehen. 

### Europa
Im Sommer 2011 wechselte er zum italienischen Verein CFC Genua und war für diesen die nächsten beiden Spielzeiten aktiv.
Am letzten Tag der Sommertransferperiode 2013 wurde Jorquera an den türkischen Erstligisten Eskişehirspor ausgeliehen.
Nachdem sein Verein FC Parma im Sommer 2015 Insolvenz anmelden musste, wechselte Jorquera zum türkischen Erstligisten Bursaspor.